# Movimento per lo Yemen del Sud
Il Movimento per lo Yemen del Sud (in arabo: الحراك الجنوبي al-Ḥirāk al-biyy), noto anche come Movimento Separatista del Sud, e più comunemente come al-Hirak, è un'organizzazione politica e paramilitare attiva nell'ex Yemen del sud dal 2007, avente come fine la secessione dalla Repubblica dello Yemen. Dopo il colpo di Stato degli Huthi nel 2015, il movimento meridionale si è principalmente alleato con le forze di Hadi, il Presidente in esilio.

## Storia

Situazione militare in Yemen

Dopo l'Unione tra Yemen settentrionale e meridionale il 22 maggio 1990, scoppiò una guerra civile nel 1994, che si concluse con la sconfitta delle forze armate meridionali indebolite e l'espulsione della maggior parte dei suoi leader, tra i quali l'ex Segretario generale del partito socialista yemenita e il Vice-Presidente dello Yemen unificato, Ali Salim al-Beidh.
Dopo la guerra civile 1994 e l'unità nazionale che ne seguì a forza, molti abitanti del sud manifestarono risentimento alle ingiustizie percepite contro di loro, rimaste per anni senza risposta. Le loro accuse principali contro il governo yemenita includevano la corruzione diffusa, frode elettorale, ed una mala-gestione consociativistica del potere comune ad ambo le parti nel 1990. La maggior parte di queste affermazioni sono state livellate al partito al potere con sede a Sana'a, guidata dal presidente Ali Abdullah Saleh. Ed erano le stesse accuse mosse dagli ex capi del sud che avevano portato alla guerra civile del 1994.
Molti meridionali inoltre hanno ritenuto che la loro terra, sede di gran parte delle riserve petrolifere del Paese e della ricchezza nazionale, gli fosse stata sottratta illegalmente dai politici dello Yemen del Nord. Terreni di proprietà privata furono espropriati e redistribuiti tra gli individui affiliati al governo di Sana'a. Diverse centinaia di migliaia di dipendenti civili e militari del sud sono stati costretti al pensionamento anticipato, ricevendone in cambio pensioni al di sotto del livello minimo di sussistenza. Anche se il tenore di vita nello Yemen era relativamente basso, molti residenti del Sud hanno ritenuto che fossero intenzionalmente presi di mira ed esclusi dai posti-chiave dello Stato, occupati dai funzionari fedeli al nuovo governo del Nord.
Nel maggio 2007, vi fu una svolta nel conflitto meridionale. I pensionati non pagati per anni presero ad organizzare piccole manifestazioni, che reclamavano la parità dei diritti e la fine dell'emarginazione economica e politica del sud. Mentre cresceva la popolarità di tali proteste e sempre più persone scendevano in piazza, si alzavano le pretese del movimento di protesta, culminate con la proposta della piena secessione del Sud e la ricostituzione dello Yemen del Sud come uno Stato indipendente. La risposta del governo a queste proteste pacifiche fu sprezzante, bollati come "apostati dello Stato", ai manifestanti fu sparato..
Questa repressione violenta ha dato vita al Movimento Separatista del Sud, che è cresciuto fino a costituire una coalizione sdi gruppi autonomi con molti approcci diversi, la maggioranza dei quali favorevole alla totale secessione dal Nord.

I separatisti di al-Hirak hanno svolto un ruolo fondamentale nella mobilitazione contro l'invasione degli Huthi, e sono attualmente in controllo di tutte le province meridionali.
Conquistata la capitale Sana'a da alcuni mesi, all'inizio del 2015 gli Huthi giunsero molto vicino dall'invadere la città meridionale di Aden, la capitale dell'ex Yemen del sud, e centro di potere per i separatisti. A marzo 2015, dopo una battaglia di cinque mesi con i separatisti locali, furono costretti a uscire dai confini della città dopo una massiccia controoffensiva, supportata dalla vicina Arabia Saudita e paesi arabi alleati mediante bombardamento aereo e un intervento delle forze di terra.
Il Consiglio di Transizione del Sud si formò nel 2017.

## Il Movimento Separatista del Sud oggi
Oggi, il Movimento Separatista del Sud controlla tutte le province intorno alla città di Aden. 

Le uniche bandiere a non essere più in vista sono quelle dell'ex Repubblica del sud, spesso accanto a quelle della coalizione araba, in particolare quella degli Emirati Arabi Uniti, quale segno di gratitudine verso gli alleati di confine, che tanto contribuirono a respingere le forze Huthi.
Il movimento è ancora fedele al Presidente in esilio Hadi, benché siano sorte dispute interne al riguardo, da quando Hadi ha rimosso due esponenti di primo piano del Movimento dalla carica di governatori della città di Aden, vale a dire Aidarus al-Zoubaidi.
Il gruppo è riuscito a mantenere il controllo della città, mentre lottava con le continue minacce e attacchi da parte del ramo locale di al Qaida. Contro i tentativi del gruppo terrorista di invadere la città e cancellare il sogno dei separatisti di riconquistare il loro Stato perduto, partì una massiccia e coordinata campagna militare per riconquistare la città, lanciata con successo e con il sostegno degli Emirati Arabi.
All'interno del movimento, i gruppi con sede ad Abyan (compreso il potente Tariq al-Fadhli alla guida del Council for Leading the Peaceful Revolution) sono alleati con i movimenti tribali e religiosi, mentre l'attivismo in Aden, Lahij e al-Dali deriva più dalla componente socialista e ex-militari. Nel movimento esistono correnti ideologiche tribali e salafite, mentre le fazioni più progressiste stanno assumendo una posizione nazionalistica panaraba.